# Hans Jørgen Tvede
Hans Jørgen Tvede (10. februar 1815 – 26. august 1878) var en dansk brygger, som i 1852 var grundlægger af Tvedes Bryggeri. Han var bror til Jens Levin Tvede.
Tvede kom fra en brygger- og brændevinsbrænderslægt. Bedstefaderen havde været brændevinsbrænder og hans far, Jørgen Martin Tvede var forpagter på et bryggeri i Grønnegade.
I 1852 startede han hvidtølsbryggeriet Tvedes Bryggeri. Efter hans død 1878 overtog hans sønner Jørgen Christian Tvede og Peter Valdemar Tvede samt svigersønnen Jørgen Henrik Bruhn ledelsen.
1864-1874 sad han i Københavns Borgerrepræsentation.
Han var gift med Birgitte Frederikke Tvede født Vestberg (død 1884). I 1878 oprettede parret Christen Vestbergs og Jørgen Tvedes Stiftelse, som fik en bygning med friboliger i et nyopført hus, Vesterbrogade 144. På huset er der opsat en mindetavle med portrætbuste for bryggeren: "HANS JØRGEN TVEDE / * 10 FEBR. 1815 † 26 AUG. 1878"